# La Cité des illusions
La Cité des illusions (titre original : City of Illusions) est un roman de science-fiction et de fantasy écrit par Ursula K. Le Guin, publié en 1967 puis traduit en français et publié en 1972. Il fait partie d'un cycle intitulé le Cycle de l'Ékumen.

## Résumé
Le récit est situé sur la Terre, douze siècles après son invasion par « L'Ennemi », les Shing, des extra-terrestres qui sont venus d’une région de la galaxie située à des milliers d’années-lumière et ont détruit la Ligue de Tous les Mondes grâce à leur aptitude au mensonge télépathique.
Un homme errant et totalement amnésique, différent des Terriens, à la peau plus pâle et à l'iris ambré et ovale, est recueilli par une petite communauté recluse dans la forêt, et renommé Falk. Il y réapprend à vivre, et découvre ce qu'est devenue la Terre sous le contrôle des Shing.
En partant à la recherche d'une réponse au mystère de ses origines et d'une œuvre à accomplir, il abandonne sa communauté d'adoption, traverse et explore d'est en ouest une partie de l'Amérique du Nord dans la première moitié du récit, puis rencontre les Shing dans leur grande cité, Es Toch, où il retrouve son identité d'origine : avant d'être victime d'une technique de « décervelage », il était Ramarren, pilote du premier vaisseau photique (interplanétaire) parti de la planète Werel/Autreterre (et descendant des protagonistes de Planète d'exil), anciennement membre de la Ligue de Tous les Mondes.
Malgré les nombreux mensonges et illusions par lesquels les Shing essayent de le piéger pour découvrir la position de son système solaire d'origine, et malgré le trouble causé par la cohabitation de ses deux identités et personnalités, Falk-Ramarren parvient à ne pas révéler l'information à « L'Ennemi » et à s'enfuir de la Terre pour repartir vers sa planète, avec un constat : les Shing ne sont pas nombreux.

## Éditions françaises
- Dans Le Monde de Rocannon / Planète d'exil / La Cité des illusions, OPTA, coll. « Club du livre d'anticipation » no 40, 1972, traduction Jean Bailhache.

Cette édition dispose d'une introduction d'Ursula K. Le Guin, nommée  La Nébuleuse du crabe, la paramécie et Tolstoï, traduite par Michel Demuth.
- La Cité des illusions, Pocket, coll. « Science-fiction » no 5274, 1987  (ISBN 2-266-02080-3), 1991  (ISBN 2-266-04425-7)
- La Cité des illusions, Le Livre de poche, coll. « SF » no 7253, 2004  (ISBN 2-253-07253-2)